# スウィフト・016.a
スウィフト・016.a (Swift 016.a) は、フォーミュラ・アトランティック・スペック・シリーズ用に、スウィフト・エンジニアリングによって設計、開発、製造されたフォーミュラカー。 
エンジンは、コスワースによって特別に調整された自然吸気 2.3 L (140 cu in) マツダ・MZRエンジンと5速シーケンシャルマニュアルトランスミッションを搭載。